# Osiedle Bajka (Inowrocław)
Osiedle Bajka – jedno z mniejszych osiedli miasta Inowrocławia. Administracyjnie os. Bajka należy do osiedla Solno, stanowiąc jego południową część.  

## Historia
Dawniej na terenie osiedla i jego okolicach funkcjonował folwark, zwany podczas zaborów i okupacji niemieckiej König-gratz (pol. królewska podzięka), a po polsku nazywany Miechowiczkami, od nazwy znajdującej się nieopadal wsi Miechowice.  

## Etymologia nazwy osiedla
Nazwa osiedla stanowi nawiązanie do nazw jego ulic, które to stanowią imiona znanych bajkopisarzy: 
- Jana Brzechwy
- Kornela Makuszyńskiego
- Janiny Porazińskiej
- Marii Kownackiej
- Ewa-Szelburg Zarębiny
- Jana Marcina Szancera
- Stefana Knasta
- Aleksandra Fredry
- Aleksandry-Cofty Broniewskiej
- Józefa Aleksandrowicza
- Zenona Kopcia
- Mariana Biskupa

Alternatywnie osiedle bywa określane nazwą "Miechowiczki". 

## Zabudowa
Zabudowa osiedla to domki wolnostojące (jedno i wielorodzinne) oraz szeregowe. 

## Komunikacja[4]
Na osiedle można dojechać autobusami MPK Inowrocław linii nr: 4, 10 oraz wybranymi kursami linii nr 12 przez Wielkopolską (tylko w kierunku Mątew). Na specjalnie okazje (np. Dni Inowrocławia, czy święto Wszystkich Świętych) wyjątkowo można spotkać autobusy z numerami takimi jak: 7, 16 czy 19.

## Sklepy i markety
W niedalekiej odległości od osiedla/na osiedlu znajdują się: szpital, korty tenisowe, przychodnia weterynaryjna, sklep meblowy, sklep spożywczy Żabka oraz kilka drobnych punktów usługowych. 